# Paecilomyces
Paecilomyces ist eine Gattung von Schimmelpilzen aus der Abteilung der Schlauchpilze, welche nahe mit der bekannten Gattung Pinselschimmel (Penicillium) verwandt ist. Diese Pilze gehören zu den Fungi imperfecti, d. h., sie bilden gewöhnlich keine Hauptfruchtform (Teleomorphe) aus, sondern vermehren sich nur ungeschlechtlich durch Konidien. Durch genetische Untersuchungen konnte aber der Gattung als Ganzes die Gattung Byssochlamys Westling als Hauptfruchtform zugeordnet werden. Nach dem Nomenklatur-Code mit Kongress in Melbourne 2011 wurde beschlossen, nur noch den Namen für die perfekten Arten gelten zu lassen und die imperfekten zu integrieren. So wäre eigentlich Byssochlamys gegenüber Paecilomyces bevorzugt worden. Aber es wurde vorgeschlagen den Gattungsnamen Paecilomyces als Nomen conservandum zu behalten. Daher sind nun alle ehemaligen Byssochlamys-Arten in die Gattung Paecilomyces integriert.
Selten verursachen Paecilomyces-Arten  beim Menschen Infektionserkrankungen (deren Behandlung mit den Antimykotika Voriconazol oder Amphotericin B in der Lipidform L-AmB erfolgt).

## Arten
- Paecilomyces variotii Bainier – wichtiger Erreger von Schimmelpilzinfektionen
- Paecilomyces lilacinus (Thom) Samson – gegen Nematoden eingesetzt, auch Erreger von Schimmelpilzinfektionen[3]

Die Weiteren in alphabetischer Reihenfolge:
- Paecilomyces aerugineus Samson
- Paecilomyces amoene-roseus (Henn.) Samson
- Paecilomyces byssochlamydoides Stolk & Samson
- Paecilomyces carneus (Duché & R. Heim) A.H.S. Br. & G. Sm.
- Paecilomyces cinnamomeus (Petch) Samson & W. Gams
- Paecilomyces clavisporus Hammill
- Paecilomyces coleopterorum Samson & H.C. Evans
- Paecilomyces cremeoroseus Bat.
- Paecilomyces dactylethromorphus Bat. & H. Maia
- Paecilomyces farinosus (Holmsk.) A.H.S. Br. & G. Sm.
- Paecilomyces fulvus (früher Byssochlamys fulva)
- Paecilomyces fumosoroseus (Wize) A.H.S. Br. & G. Sm.
- Paecilomyces ghanensis Samson & H.C. Evans
- Paecilomyces inflatus (Burnside) J.W. Carmich.
- Paecilomyces javanicus (Friedrichs & Bally) A.H.S. Br. & G. Sm.
- Paecilomyces marquandii (Massee) S. Hughes
- Paecilomyces niveus (früher Byssochlamys nivea)
- Paecilomyces niphetodes Samson (1974)
- Paecilomyces pascua Pitt & A.D. Hocking
- Paecilomyces penicillatus (Höhn.) Samson
- Paecilomyces puntonii (Vuill.) Nann.
- Paecilomyces simplex (Petch) A.H.S. Br. & G. Sm.
- Paecilomyces smilanensis (Wize) A.H.S. Br. & G. Sm.
- Paecilomyces tenuipes (Peck) Samson
- Paecilomyces victoriae (Svilv.) A.H.S. Br. & G. Sm.
- Paecilomyces viridis Segretain, Fromentin, Destombes, Brygoo & Dodin ex Samson